# Orla Brady
Orla Brady (Dublino, 28 marzo 1961) è un'attrice irlandese, attiva a teatro, al cinema e in televisione, in Irlanda, Regno Unito e Stati Uniti d'America.
È nota in particolare per aver interpretato i personaggi di Elizabeth Bishop, nella serie televisiva Fringe (2010-2012); della dottoressa Karen Hopple, nella nona stagione di American Horror Story (2019); di Laris e Tallinn, nella serie televisiva Star Trek: Picard (2020-2023).
Candidata più volte all'Irish Film & Television Academy, per alcuni dei suoi lavori televisivi, e a un Saturn Award come miglior guest star in una serie televisiva nel 2012, per la sua partecipazione a Fringe, nel 1999 è stata premiata con un Golden Nymph Award per il suo ruolo di protagonista nel film A Love Divided. Nel 2020 è stata inserita al 43º posto nella lista dei più grandi attori irlandesi dal periodico The Irish Times.

## Biografia
Orla Brady nasce a Dublino, il 28 marzo 1961, seconda dei quattro figli di Patrick e Catherine, riceve una formazione prettamente cattolica. Al tempo i genitori posseggono un locale, l'Oak Bar, nel celebre quartiere Temple Bar di Dublino. Dalla nascita, all'età di sette anni, vive a Bray nella Contea di Wicklow. Frequenta istituti scolastici religiosi, quali il convento delle suore di Loreto di Wicklow e il convento delle Orsoline di Dublino. Nel 1986, all'età di 25 anni, trasferitasi a Parigi, inizia a studiare recitazione frequentando L'École Philippe Gaulier e l'École Internationale de Mimodrame de Paris di Marcel Marceau.
Nel 1988 posa per una serie di fotografie di coppie che danzano, per l'artista scozzese Jack Vettriano, fotografie che più tardi ispireranno il suo dipinto The Singing Butler (lett. "Il maggiordomo che canta""). Sempre in questo periodo, verso i 25 anni, Orla Brady è stata fotografata per la guida The Illustrator's Figure Reference Manual, venendo pagata la somma di £ 50, e fu proprio questa guida a ispirare Vettriano nella sua composizione fotografica.
Orla Brady inizia la propria carriera teatrale lavorando con la Balloonatics Theatre Company, in produzioni teatrali quali l'Amleto di William Shakespeare e Finnegans Wake, tratto dall'omonimo romanzo di James Joyce. Ritornata a Dublino, interpreta il ruolo di Adela ne La casa di Bernarda Alba di Federico García Lorca, messo in scena al Gate Theatre nel settembre del 1989, e di Natasha in Tre sorelle di Anton Čechov, messo in scena anch'esso al Gate Theatre, nel marzo 1990. Trasferitasi a Londra, interpreta il personaggio di Kate nella piéce Philadelphia, Here I Come! di Brian Friel, prima al King's Head Theatre, poi nel West End, al fianco di Pauline Delaney, Jonathan Arun, Brendan Coyle, Eamon Kelly, Dennis Quilligan e Patrick Duggan.
La carriera cinematografica dell'attrice prende il via con un ruolo minore nel cortometraggio del 1991 diretto da John Boorman, Ho sognato d'essermi svegliato (I Dreamt I Woke Up), parte della serie documentaristica della BBC The Director's Place, nel quale il regista britannico ritrae la propria casa e i propri vicini, oltre alle montagne di Wicklow e le influenze da queste avute nei suoi film, in particolare Un tranquillo weekend di paura, Excalibur e Anni '40.
Dopo questa esperienza viene ingaggiata per ruoli minori nelle serie televisive So You Think You've Got Troubles, nel 1991, e Minder, nel 1993, e prende parte al suo primo lungometraggio nel 1994, interpretando il ruolo di Vanessa in Words Upon the Window Pane di Mary McGuckian. Del 1996 è invece la sua prima esperienza professionale nel mondo del teatro, interpretando Ghislane nel lavoro teatrale di Stephen Poliakoff Blinded by the Sun, rappresentato al Royal National Theatre nel Regno Unito nel 1996, sviluppando in seguito una carriera divisa tra Irlanda e Regno Unito, tanto in ambito teatrale, quanto cinematografico e televisivo. 
Nel 1999 è protagonista, nel ruolo di Sheila Cloney, al fianco di Liam Cunningham, nel film , coprodotto da RTÉ/BBC e diretto da Syd Macartney, A Love Divided. Il film è basato sulla storia vera di Mary e Seán Cloney, alla cui memoria è dedicato il film stesso e la cui storia viene raccontata anche nel libro del 2010 The Fethard-on-Sea Boycott, che negli anni cinquanta si sono scontrati con le istituzioni irlandesi e con la Chiesa cattolica, perché costretti a crescere i propri figli nella religione cattolica. Il ruolo le vale un Golden Nymph Awards come miglior attrice.
Nel 2000 appare nel film franco-britannico La partita - La difesa di Lužin (The Luzhin Defence) di Marleen Gorris (2000). Quindi si trasferisce in California nel 2001, apparendo in seguito in numerose produzioni cinematografiche e televisive, tanto statunitensi, quanto europee. Dal 2000 al 2004 è protagonista della serie televisiva della CBS In tribunale con Lynn (Family Law), interpretando il personaggio di Naoise O'Neill in 43 episodi della serie. Nel 2004 è in un episodio della serie statunitense Nip/Tuck e in un episodio della serie britannica Hustle - I signori della truffa (Hustle); tra 2004 e 2005 è in otto episodi della serie televisiva targata RTÉ Proof (2004-2005); nel 2007 recita nei film 32A di Marian Quinn e How About You... di Anthony Byrne; tra 2007 e 2008, interpreta 4 episodi della serie televisiva Shark - Giustizia a tutti i costi (Shark), interpretandovi il personaggio di Claire Stark, l'ex moglie di Sebastian Stark (James Woods); Nel 2008 appare nel secondo episodio della serie BBC Il commissario Wallander (Wallander); tra il 2008 e il 2010, interpreta uno dei quattro personaggi protagonisti della serie televisiva targata BBC, Amanti (Mistresses), Siobhan Dillon, un'avvocatessa che lotta per mantenere la sua relazione con il marito Hari pur avendo una relazione con il suo collega Dominic, dal quale in seguito avrà un figlio.
Nel 2010 compare al fianco di James Nesbitt nella miniserie televisiva diratta da Jim O'Hanlon e Colm McCarthy The Deep, dove interpreta Catherine, ed è protagonista di un episodio della serie Strike Back, in cui impersona Katie Dartmouth. Tra il 2010 e il 2012 interpreta il personaggio ricorrente di Elizabeth Bishop, madre di Peter (Joshua Jackson) e moglie di Walter (John Noble), nella serie televisiva di fantascienza Fringe, ideata da J.J. Abrams, Roberto Orci e Alex Kurtzman. L'interpretazione le vale una candidatura ai Saturn Award nel 2012 come miglior guest star in una serie televisiva.
Nel 2012 compare nella serie televisiva ITV Eternal Law, nella parte di Mrs. Sheringham, un angelo che si innamora di un umano e diviene mortale, e interpreta Taryn nella serie televisiva di Sky One Sinbad. A fine 2013 interpreta la contessa Vera Rossakoff nell'adattamento televisivo della serie di racconti di Agatha Christie Le fatiche di Hercule (The Labours of Hercules), parte del finale di stagione della serie Poirot (Agatha Christie's Poirot), al fianco di David Suchet. Sempre nel 2013 prende parte alla nuova serie del franchise britannico di fantascienza Doctor Who, interpretando il personaggio di Tasha Lem a fianco del Dodicesimo Dottore (Peter Capaldi) nello speciale natalizio Il tempo del Dottore (The Time of the Doctor), andato in onda tra la settima e l'ottava stagione della serie. Nel 2014 è protagonista della serie televisiva Banished, in cui interpreta il personaggio di Anne Meredith. 
In aggiunta agli altri ruoli in film indipendenti, Orla Brady compare nella parte dell'architetto Eileen Gray nel film irlandese diretto da Mary McGuckian, The Price Of Desire, presentato a diversi festival nel 2016 e distribuito nel 2020. Dal 2017 al 2019 ha un ruolo principale nella serie televisiva di arti marziali Into the Badlands, in cui interpreta il personaggio di Lydia. Nel 2019 è fra i personaggi ricorrenti della nona stagione della serie televisiva antologica American Horror Story, intitolata 1984, nei panni della dottoressa Karen Hopple, il capo della struttura psichiatrica dove viene rinchiuso l'assassino principale della stagione, Benjamin Richter, interpretato da John Carroll Lynch.
Dal 2020 interpreta la Romulana, ex-membro della Tal Shiar e moglie di Zhaban (Jamie McShane), ora collaboratrice e assistente dell'ammiraglio Jean-Luc Picard (Patrick Stewart), Laris, nella prima stagione di Star Trek: Picard, settima serie live-action del franchise di fantascienza Star Trek. Ritorna nella seconda stagione nel 2022, dove, oltre a Laris, interpreta anche il ruolo di Tallinn, una "osservatrice" mandata sulla Terra del XX e XXI secolo, con il compito di monitorare e salvaguardare Renée Picard, un'antenata di Jean-Luc Picard, per assicurarsi che la storia della Terra non venga alterata. Tallin si rivela poi essere una romulana in incognito, al che Picard ne deduce trattarsi probabilmente di un'antenata della stessa Laris. Nel 2023 riappare infine come Laris nel primo episodio della terza stagione della serie.

## Vita privata
Trasferitasi nel 2001 a Los Angeles, incontra il fotografo Nick Brandt, con il quale si sposa nel Parco nazionale delle Colline Chyulu, in Kenya, nel dicembre 2002. È inoltre proprietaria di un appartamento georgiano a Dublino.
In un'intervista del 2021 ha confessato di aver lasciato l'Irlanda, perché la considerava "un posto troppo repressivo per essere una donna" e al tempo offriva poche opportunità. Il referendum per l'abolizione del 35° emendamento della costituzione irlandese (Marriage Equality Act) del 2018, così come l'espansione dell'industria irlandese, le ha fatto cambiare idea, le ha fatto dichiarare: "Oh, questa è un'Irlanda differente e ora mi può accettare".
Pur avendo avuto un'educazione strettamente cattolica, Orla Brady si considera atea, come viene attestato almeno dal 2002.

## Filmografia

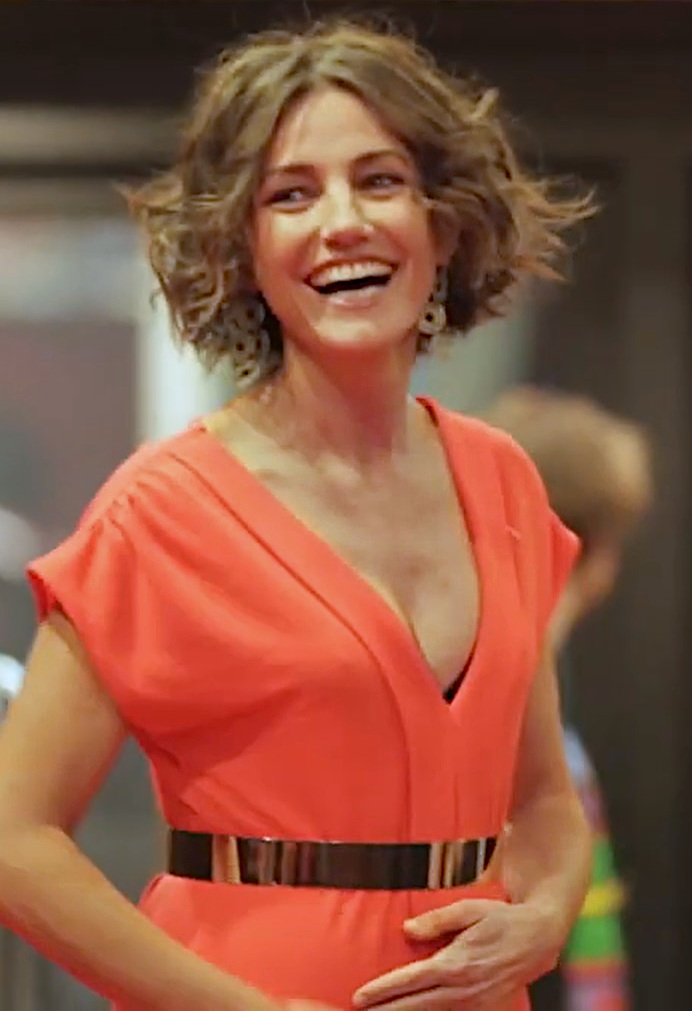
Orla Brady nel 2015

### Attrice

#### Cinema
- Ho sognato d'essermi svegliato (I Dreamt I Woke Up), regia di John Boorman - cortometraggio (1991)
- Words Upon the Window Pane, regia di Mary McGuckian (1994)
- A Love Divided, regia di Syd Macartney (1999)
- Salvage, regia di Maeve Murphy - cortometraggio (1999)
- La partita - La difesa di Lužin (The Luzhin Defence), regia di Marleen Gorris (2000)
- Silent Grace, regia di Maeve Murphy (2001)
- Fogbound, regia di Ate de Jong (2002)
- Last Night, regia di Conor Morrissey - cortometraggio (2006)
- 32A, regia di Marian Quinn (2007)
- How About You..., regia di Anthony Byrne (2007)
- Wayland's Song, regia di Richard Jobson (2013)
- The Price of Desire, regia di Mary McGuckian (2015)
- The Foreigner, regia di Martin Campbell (2017)
- A Girl from Mogadishu, regia di Mary McGuckian (2019)
- Rose Plays Julie, regia di Joe Lawlor e Christine Molloy (2019)
- Black Medicine, regia di Colum Eastwood (2021)
- The Other Me, regia di Giga Agladze (2022)
- Freud - L'ultima analisi (Freud's Last Session), regia di Matt Brown (2023)

#### Televisione
- So You Think You've Got Troubles - serie TV, episodio 1x04 (1991)
- Minder - serie TV, episodio 9x05 (1993)
- Metropolitan Police – serie TV, episodio 10x07 (1994)
- Absolutely Fabulous – serie TV, episodio 2x01 (1994)
- The Rector's Wife - serie TV, episodio 1x02 (1994)
- Dangerfield - serie TV, episodi 1x04-1x05 (1995)
- New Voices - serie TV, 1 episodio (1995)
- Casualty – serie TV, episodio 10x04 (1995)
- Pie in the Sky – serie TV, episodio 3x03 (1996)
- Out of the Blue - serie TV, 12 episodi (1995-1996)
- The Vicar of Dibley - serie TV, episodio 1x08 (1996)
- The Heart Surgeon, regia di Audrey Cooke - film TV (1997)
- Noah's Ark - serie TV, 9 episodi (1997-1998)
- Wuthering Heights, regia di David Skynner - film TV (1998)
- Pure Wickedness - serie TV, 4 episodi (1999)
- Magiche leggende (The Magical Legend of the Leprechauns), regia di John Henderson – miniserie TV, episodi 1x01-1x02 (1999)
- In tribunale con Lynn (Family Law) – serie TV, 43 episodi (2000-2002)
- Servants, regia di Tim Whitby e Hettie Macdonald - miniserie TV, 6 episodi (2003)
- The Debt, regia di Jon Jones - film TV (2003)
- Hustle - I signori della truffa (Hustle) – serie TV, episodio 1x03 (2004)
- Nip/Tuck – serie TV, episodio 2x02 (2004)
- Lawless, regia di Roger Gartland - film TV (2004)
- Proof - serie TV, 8 episodi (2004-2005)
- Revelations, regia di Lili Fini Zanuck e Lesli Linka Glatter – miniserie TV, 6 episodi (2005)
- Empire – miniserie TV, 4 puntate (2005)
- World of Trouble, regia di Stephen Hopkins - film TV (2005)
- Jesse Stone: Death in Paradise, regia di Robert Harmon - film TV (2006)
- Sixty Minute Man, regia di Jon Avnet - film TV (2006)
- Protect and Serve, regia di Sergio Mimica-Gezzan - film TV (2007)
- Shark - Giustizia a tutti i costi (Shark) – serie TV, 4 episodi (2007-2008)
- Il commissario Wallander (Wallander) – serie TV, episodio 1x02 (2008)
- Amanti (Mistresses) – serie TV, 16 episodi (2008-2010)
- Mistresses Cinema Commercial, regia di Matthew Losasso - cortometraggio TV (2009)
- Strike Back - serie TV, episodio 1x01 (2010)
- The Deep, regia di Jim O'Hanlon e Colm McCarthy - miniserie TV, 5 episodi (2010)
- Fringe – serie TV, 5 episodi (2010-2012)
- Eternal Law - serie TV, 6 episodi (2012)
- Sinbad - serie TV, 9 episodi (2012)
- Jo – serie TV, 8 episodi (2013)
- Poirot (Agatha Christie's Poirot) – serie TV, episodio 13x04 (2013)
- Doctor Who – serie TV, speciale Il tempo del Dottore (The Time of the Doctor, 2013)
- Banished – serie TV, 7 episodi (2015)
- American Odyssey - serie TV, 9 episodi (2015)
- Into the Badlands – serie TV, 32 episodi (2015-2019)
- Collateral – miniserie TV, 4 puntate (2018)
- American Horror Story – serie TV, 4 episodi (2019)
- The South Westerlies - serie TV, 6 episodi (2020)
- Star Trek: Picard - serie TV, 11 episodi (2020-2023)
- Delitti in Paradiso (Death in Paradise) - serie TV, episodio 11x08 (2022)
- Bosch: l'eredità (Bosch: Legacy) - serie TV, 6 episodi (2025)

### Doppiatrice
- Indiana Jones e il bastone dei re (Indiana Jones and the Staff of Kings) – videogioco (2009)

## Teatro (parziale)
- Hamlet
- Finnegans Wake
- The House of Bernarda Alba, regia di Ben Barnes, Gate Theatre, Dublino (1989)
- Three Sisters, regia di Adrian Noble, Gate Theatre, Dublino (1990)
- Philadelphia, Here I Come!, King's Head Theatre, Londra
- A Love Song for Ulster, regia di Nicolas Kent, Tricycle Theatre, Londra (1993)
- Blinded by the Sun, Royal National Theatre, Londra (1996)

## Riconoscimenti
- Golden Nymph Award
  - 1999 - Miglior attrice per A Love Divided[1]
- Irish Film and Television Award
  - 1999 - Canditatura al miglior attore in un ruolo femminile per A Love Divided
  - 2004 - Canditatura alla miglior attrice televisiva drammatica per Servants
  - 2004 - Canditatura alla miglior attrice televisiva drammatica per Proof
  - 2009 - Canditatura alla miglior attrice non protagonista televisiva per Mistresses
  - 2011 - Candidatura alla miglior attrice protagonista in un film o serie televisiva per Mistresses
  - 2013 - Candidatura alla miglior attrice televisiva per Sinbad
  - 2016 - Candidatura alla miglior attrice protagonista in un film per The Price of Desire
- Saturn Award
  - 2012 - Candidatura alla miglior guest star in una serie televisiva per Fringe

## Doppiatrici italiane
Nelle versioni in italiano delle opere in cui ha recitato, Orla Brady è stata doppiata da: 
- Tiziana Avarista in Revelations, Star Trek: Picard, Bosch: L'eredità
- Francesca Fiorentini in Amanti, Strike Back
- Alessandra Korompay in Hustle - I signori della truffa, Poirot
- Chiara Colizzi in Into the Badlands, Freud - L'ultima analisi
- Laura Boccanera in Jo
- Franca D'Amato in Fringe
- Irene Di Valmo in American Odyssey
- Pinella Dragani in In tribunale con Lynn
- Monica Gravina in Magiche leggende
- Laura Romano in Doctor Who
- Roberta Pellini in American Horror Story

Da doppiatrice è sostituita da:
- Stefania Patruno in Indiana Jones e il bastone dei re